# 15381 Spadolini
15381 Spadolini è un asteroide della fascia principale. Scoperto nel 1997 da Vittorio Goretti (Pianoro, BO), presenta un'orbita caratterizzata da un semiasse maggiore pari a 2,2844535 UA e da un'eccentricità di 0,1304771, inclinata di 4,57205° rispetto all'eclittica.
Il nome dell'asteroide è dedicato a Mauro (1941) e Barbara (1944) Spadolini, amici di vecchia data dello scopritore, insegnanti di scuola media superiore, sostenitori del lavoro interdisciplinare e dell'importanza di trasmettere amore per il sapere e la ricerca.